# Ion Dosca
Ion Dosca (n. 2 ianuarie 1955, Bucovăț, raionul Strășeni, Republica Moldova) este un jucător de dame sovietic și moldovean (în principal dame „rusești” și „braziliene”), maestru internațional (1996). A fost campion al URSS (1991), multiplu campion al Moldovei la dame „rusești” și campion mondial la dame „braziliene” (1999). 

## Biografie
S-a născut în orășelul Bucovăț din raionul Strășeni, RSS Moldovenească (actualmente în R. Moldova). A început a juca în competiții de juniori sovietici de la vârsta de 12 ani. La 15 ani, a câștigat campionatele de tineret ale RSSM la dame „rusești”. La începutul anilor 1970, a obținut primele succese la nivelul Uniunii, câștigând medalia de argint la campionatele sovietice printre juniori din 1971 și luând titlul la aceeași competiție în anul următor. În 1974, a câștigat primul său titlu moldovenesc de seniori și a obținut titlul de „Maestru al sportului”. În 1980 și 1990 a câștigat Cupa URSS la dame „rusești”, iar în 1991 a împărțit primul loc în ultimele campionate sovietice la dame „rusești”.
A obținut succese semnificative la nivel internațional. Pe lângă câștigarea campionatelor mondiale de dame „braziliene” în 1999, a câștigat și o medalie de argint (1996) și trei medalii de bronz (1993, 2004 și 2007) la aceste campionate. În 2008, la World Mind Sports Games de la Beijing, a câștigat medalia de argint, cedând în finală în fața reprezentantului rus Oleg Dașkov.
Este de 15 ori campion național al Moldovei la dame „rusești” și a câștigat, de asemenea, campionatele Asociației Americane de dame în 2000.
A fost distins cu Ordinul Gloria Muncii pentru victoria sa în campionatele mondiale din 1999 și a fost nominalizat de presa locală pentru titlul de sportiv al anului.

## Rezultate în principalele turnee internaționale în dame „braziliene”
| An   | Nivel | Loc                | Turneu/meci               | Rezultat | Loc  |
| ---- | ----- | ------------------ | ------------------------- | -------- | ---- |
| 1993 | WC    | Águas de Lindóia   | Turneu                    | 21/36    | 3—4  |
| 1996 | WC    | Belo Horizonte     | Turneu                    | 20/30    | 2    |
| 1997 | WC    | Chișinău           | Meci cu A. Schwarzman     | +0=9-3   | 2    |
| 1999 | WC    | São Caetano do Sul | Turneu                    | 18/26    | 1    |
| 2004 | WC    | Ubatuba            | Turneu                    | 10/18    | 3    |
| 2007 | WC    | Saarbrücken        | Turneu                    | 15/22    | 3    |
| 2008 | WMSG  | Beijing            | Turneu (Swiss + play-off) | +4=3-0   | 2    |
| 2008 | WC    | Recife             | Turneu (Swiss + play-off) | 8/14     | 9—12 |